# Hornaing
Hornaing – miejscowość i gmina we Francji, w regionie Hauts-de-France, w departamencie Nord.
Według danych na rok 1990 gminę zamieszkiwało 2931 osób, a gęstość zaludnienia wynosiła 327 osób/km² (wśród 1549 gmin regionu Nord-Pas-de-Calais Hornaing plasuje się na 290. miejscu pod względem liczby ludności, natomiast pod względem powierzchni na miejscu 386.).